# Qikiqtaalukregionen

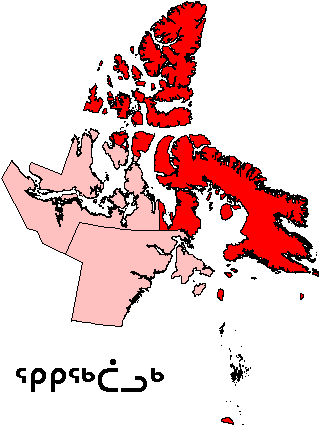
Qikiqtaalukregionens läge i Nunavut.

Qikiqtaalukregionen eller Baffinregionen är en av Nunavuts tre administrativa regioner. "Qikiqtaaluk" är det ursprungliga inuktitut-namnet för Baffinön. 
Regionen består av Baffinön, Belcher Islands, Akimiski Island, Mansel Island, Prince Charles Island, Bylot Island, Devonön, Cornwallis Island, Bathurst Island, Amund Ringnes Island, Ellef Ringnes Island, Axel Heibergön, Ellesmereön, Melvillehalvön, östra delen av Melville Island, och de norra delarna av Prince of Wales Island och Somersetön, och därtill mindre öar emellan. Regionen innefattar både de nordligaste och de sydligaste delarna av territoriet.

## Samhällen
- Iqaluit
- Arctic Bay
- Cape Dorset
- Clyde River
- Grise Fiord
- Hall Beach
- Igloolik
- Kimmirut
- Pangnirtung
- Pond Inlet
- Qikiqtarjuaq
- Resolute
- Sanikiluaq

## Demografi
Enligt den kanadensiska folkräkningen 2006.
- Befolkning: 15 765
- Befolkningsförändring (2001-2006): +9,7%
- Privata boplatser: 5 103
- Yta (km²): 1 040 417,90 km²
- Befolkningstäthet: 0,015 inv/km²
- Nationell ranking vad gäller befolkning (bland census divisions): 248:a av 288
- Territoriell ranking vad gäller befolkning: 1:a av 3